# Edmund Schlink
Edmund Schlink (* 6. März 1903 in Darmstadt; † 20. Mai 1984 in Heidelberg) war ein deutscher evangelischer Theologe. Von 1946 bis 1971 war er Professor für Systematische Theologie an der Universität Heidelberg.

## Leben
Edmund Schlink, der in einem naturwissenschaftlich geprägten Elternhaus aufwuchs – sein Vater war der Physiker Wilhelm Schlink –, begann 1922 an der Eberhard Karls Universität Tübingen ein Studium der Mathematik, Philosophie, Psychologie und verschiedener naturwissenschaftlicher Fächer mit dem Schwerpunkt Physik, das er alsbald an der Universität München, dann an der Universität Kiel und der Universität Wien fortführte. 1927 promovierte er an der Universität Marburg mit der psychologischen Schrift Persönlichkeitsänderung in Bekehrungen und Depressionen zum Dr. phil. Schon 1926 war Schlink zur Theologie gewechselt; das Theologiestudium schloss er 1931 mit einer Promotion zur natürlichen Gotteserkenntnis an der Universität Münster ab. Nach dem Vikariat wurde er Pfarrassistent in Buchschlag und Sprendlingen und im Herbst 1932 Hochschulpfarrer an der Technischen Universität Darmstadt.
1934 habilitierte er sich an der Universität Gießen. Als führendes Mitglied der Bekennenden Kirche durfte er während des Nationalsozialismus nicht an einer staatlichen Hochschule unterrichten, lehrte jedoch zwischen 1935 und 1939 an der Theologischen Schule Bethel bei Bielefeld. Anschließend arbeitete er als Pfarrer an der Dortmunder Marienkirche, dann an St. Reinoldi und schließlich an der Neustädter Marienkirche in Bielefeld sowie im Reisedienst der Bekennenden Kirche. 1945 wurde er zum Direktor des Predigerseminars der Evangelischen Kirche von Westfalen (damals in Brackwede) berufen, nahm jedoch noch 1946 einen Ruf als Ordinarius für Systematische Theologie der Universität Heidelberg an, wo er bald das erste Ökumenische Institut an einer deutschen Universität aufbaute. In den Jahren 1953 und 1954 war er Rektor der Universität Heidelberg. Im Februar 1954 rief er, zusammen mit Otto Dibelius, das Diakoniewissenschaftliche Institut der Universität ins Leben.
Schlink war Delegierter der Vollversammlungen des Ökumenischen Rates der Kirchen in Amsterdam 1948, Evanston 1954, Neu-Delhi 1961 und Uppsala 1968. Von 1962 bis 1965 war er offizieller Berichterstatter der Evangelischen Kirche in Deutschland beim Zweiten Vatikanischen Konzil.
1971 wurde Schlink emeritiert.
Edmund Schlink war von 1952 bis 1984 Mitherausgeber der Ökumenischen Rundschau und von 1955 bis 1984 mitbeteiligter Editor der Fachzeitschrift Kerygma und Dogma.
Der Nachlass Schlinks mit Briefen, Rundbriefen, Vorlesungsdispositionen, Akten zum zweiten Vatikanum, Lebenslauf, Zeugnissen u. Ä. findet sich – meist noch ohne Signaturen – im Archiv des Evangelischen Bundes in Bensheim.

### Familie
Sein Vater Wilhelm Schlink (1875–1968) war Professor für Mechanik an der Technischen Hochschule Braunschweig, seine Schwester Klara (1904–2001) begründete 1947 gemeinsam mit Erika Madauss die Evangelische Marienschwesternschaft Darmstadt.
Edmund Schlink war in erster Ehe seit 1932 mit Elisabeth Winkelmann verheiratet, die im Mai 1936 starb. Aus der Ehe gingen die beiden Töchter Johanna und Dorothea (1935–2019), die den späteren Landesbischof von Baden und Ratsvorsitzenden der Evangelischen Kirche in Deutschland Klaus Engelhardt heiratete, hervor. 1938 heiratete er die Basler Theologin Irmgard Oswald (1914–2006). Dieser Verbindung entstammen der Kunsthistoriker Wilhelm Schlink (1939–2018) und der Jurist und Schriftsteller Bernhard Schlink (* 1944).

### Schüler
Edmund Schlink hat als akademischer theologischer Lehrer zahlreiche Dissertationen und Habilitationen betreut. Zu seinem Schülerkreis gehören:
- Günther Gassmann (1931–2017)
- Wilfried Joest (1914–1995)
- Wolfhart Pannenberg (1928–2014)
- Michael Plathow (* 1943)
- Henning Schröer (1931–2002)
- Reinhard Slenczka (1931–2022)
- Johannes Wirsching (1929–2004)

### Ehrungen
Edmund Schlink wurde mit drei Ehrendoktortiteln geehrt:
- 1947 Universität Mainz
- 1953 University of Edinburgh
- 1962 Institut de Théologie Orthodoxe Saint-Serge Paris

## Veröffentlichungen (Auswahl)
- Die Frage der Erkennbarkeit göttlichen Handelns in der Geschichte. Öffentliche Probevorlesung zur Habilitation für systematische und praktische Theologie an der Universität Gießen, gehalten am 24. Juli 1934, in: Evangelische Theologie 1 (1934), S. 257–278.
- Pflicht und Versuchung christlichen Bekennens. Vortrag vor evangelischen Studenten aller Fakultäten der Universität Bonn in Godesberg a. Rh.  am 2. Dezember 1934 (= Theologische Existenz heute, Heft 20). Chr. Kaiser, München 1935.
- Gesetz und Evangelium. Ein Beitrag zum lutherischen Verständnis der zweiten Barmer These (= Theologische Existenz heute, Heft 53). Chr. Kaiser, München 1937.
- Die Gemeinde Jesu Christi und die Anfechtung. Vortrag vor der evangelisch-theologischen Fachschaft der Universität Basel 1938 (= Theologische Existenz heute, Heft 59). Chr. Kaiser, München 1938.
- Theologie der lutherischen Bekenntnisschriften. München 1940.
- Bekennende Kirche und Welt. Vorträge und Predigten aus den Jahren 1934 bis 1945 (= Das christliche Deutschland 1933–1945. Dokumente und Zeugnisse. Evangelische Reihe, Heft 10). Furche, Tübingen 1947; darin u. a.:
  - Die Verkündigung der Kirche im Kriege. Vortrag auf einer Freizeit Schleswig-Holsteinischer Pfarrer in Breklum (Frühjahr 1940), S. 54–68.
  - Der Tod als unsere Vergangenheit. Predigt in der Marienkirche zu Dortmund (1941), S. 98–102.
  - Unsere Verleugnung. Predigt in der Neustädter Marienkirche zu Bielefeld am Buß- und Bettag 1942, S. 89–94.
  - Die Passion Jesu Christi und die Welt. Vortrag gehalten in Bielefeld (1943), S. 68–89.
  - Christus löst die Siegel. Predigt auf einem Kirchentag in Westhofen (1943), S. 103–107.
  - Wehe uns! Predigt am Buß- und Bettag 1943 in der Neustädter Marienkirche zu Bielefeld, S. 94–98.
  - Die himmlische Liturgie. Predigt vor den Resten der Neustädter Mariengemeinde in Bielefeld nach der Zerstörung der Kirche (1944), S. 107–112.
  - Die Gnade in Gottes Gericht. Aus Predigten, gehalten in der Neustädter Mariengemeinde zu Bielefeld in den Monaten des deutschen Zusammenbruchs (zusammengefaßt und abgeschlossen Pfingsten 1945), S. 112–139.
- Die Gnade in Gottes Gericht. C. Bertelsmann, Gütersloh 1946.
- Der Ertrag des Kirchenkampfes. C. Bertelsmann, Gütersloh 1947.
- Die Lehre von der Taufe. Kassel 1969.
- Die Vision des Papstes. Erzählung. Göttingen/Graz 1975, ISBN 3-87297-130-1.
- Ökumenische Dogmatik. Grundzüge. 2. Auflage. 1985, ISBN 3-525-56165-2.

Anlässlich des 100. Geburtstages von Edmund Schlink erscheint seit 2004 die Werkausgabe Schriften zu Ökumene und Bekenntnis mit bislang folgenden Titeln und ausführlichen Begleitworten renommierter Schlink-Kenner:
- Bd. 1: Der kommende Christus und die kirchlichen Traditionen. Nach dem Konzil. Vandenhoeck & Ruprecht, Göttingen 2004, ISBN 3-525-56701-4. Mit einer biographischen Einleitung von Jochen Eber
- Bd. 2: Ökumenische Dogmatik. Grundzüge. Vandenhoeck & Ruprecht, Göttingen 2005, ISBN 3-525-56186-5. Begleitwort von Michael Plathow
- Bd. 3: Die Lehre von der Taufe. Vandenhoeck & Ruprecht, Göttingen 2007, ISBN 978-3-525-56935-1. Begleitwort von Peter Zimmerling
- Bd. 4: Theologie der Lutherischen Bekenntnisschriften. Vandenhoeck & Ruprecht, Göttingen 2008, ISBN 978-3-525-56716-6. Begleitwort von Günther Gaßmann
- Bd. 5: Ausgewählte Beiträge. Kirchenkampf – Theologische Grundfragen – Ökumene. Vandenhoeck & Ruprecht, Göttingen 2010, ISBN 978-3-525-56718-0. Begleitwort von Ursula Schnell